# Mural (Francisco Fresno)
La escultura urbana conocida por el nombre Mural, ubicada en el edificio polivalente del gobierno regional del Principado de Asturias (c/ Coronel Aranda), en la ciudad de Oviedo, Principado de Asturias, España, es una de las más de un centenar que adornan las calles de la mencionada ciudad española.
El paisaje urbano de esta ciudad,  se ve adornado por  obras escultóricas, generalmente monumentos conmemorativos dedicados a personajes de especial relevancia en un primer momento, y más puramente artísticas desde finales del siglo XX.
La escultura, hecha en fibra de aluminio, es obra de Francisco Fresno, y está datada en 1992.
Se trata de un soporte de fibra de aluminio, que el artista ha  pintado de negro y posteriormente ha rasgado con hendiduras, de las que o bien  emergen o  bien se sumergen sucesivas piezas también lacadas pero de distintos tamaños y colores, todo lo cual da al conjunto escultórico la posibilidad de transmitir una sensual y suave movilidad vertical.